# Drew Gulak
Drew Gulak (Abington, 28 aprile 1987) è un wrestler statunitense.
Gulak ha lottato nel circuito indipendente, come nella Combat Zone Wrestling. In WWE ha detenuto una volta il Cruiserweight Championship (con un regno durato 108 giorni) e sette volte il 24/7 Championship.

## Carriera

### Circuito indipendente (2005–2016)
Gulak iniziò ad allenarsi nel 2004 nella accademia di allenamento della Combat Zone Wrestling. Fece il suo debutto il 10 settembre 2005, durante lo show Down With The Sickness 4-Ever, un tributo al wrestler Chris Cash, vincendo una Battle Royal. Con Andy Sumner, vinse due volte i CZW World Tag Team Championship. Il duo si sciolse poi nel 2009. 
Quindi, ad inizio 2010, Gulak iniziò a lottare singolarmente, vincendo il CZW Wired Tv Championship contro Tyler Veritas e mantenne il titolo per ben 429 giorni, difendendo la cintura contro nomi come Nick Gage, Zack Sabre Jr., Rich Swann e lo stesso ex compagno Sumner. La gimmick interpretata da Gulak in questo periodo era quella di un attivista politico, nei suoi discorsi parlava spesso di problemi etici e violenza, facendo chiaro riferimento anche all'eccessiva politica di ultraviolenza predicata dalla federazione CZW. Fu in questo periodo che iniziò a sviluppare una faida con Nick Cage, arrestato nel frattempo per una rapina in banca (Kayfabe). Questi suoi atteggiamenti alla lunga infastidirono gli altri lottatori della federazione come Danny Havoc, Jon Moxley e Devon Moore, che iniziarono ad interromperlo durante i suoi discorsi e ad attaccarlo. Ciò spinse Gulak ad assumere Nui Tofiga come suo bodyguard. L'11 giugno 2011, Gulak perse il titolo contro AR Fox durante lo show Prelude to Violence 2. Gulak continuò nel frattempo ad espandere la sua campagna per una migliore Combat Zone Wrestling, reclutando anche Alexander James come suo seguace e Kimber Lee in rappresentanza del roster femminile. Il 10 agosto 2013, durante lo show Tangled Web 6, Gulak sconfisse Masada vincendo il CZW World Heavyweight Championship. Lo perse nel maggio successivo contro Biff Busick.

### WWE (2016–2024)

#### Cruiserweight Classic(2016)
Partecipò al torneo del Cruiserweight Classic indetto dalla WWE. Nei sedicesimi di finale del 23 giugno sconfisse Harv Sihra, ma negli ottavi di finale del 14 luglio venne eliminato da Zack Sabre Jr., venendo eliminato. Il torneo, alla fine, venne vinto da T.J. Perkins, il quale venne premiato con il WWE Cruiserweight Championship.

#### Varie faide (2016–2018)

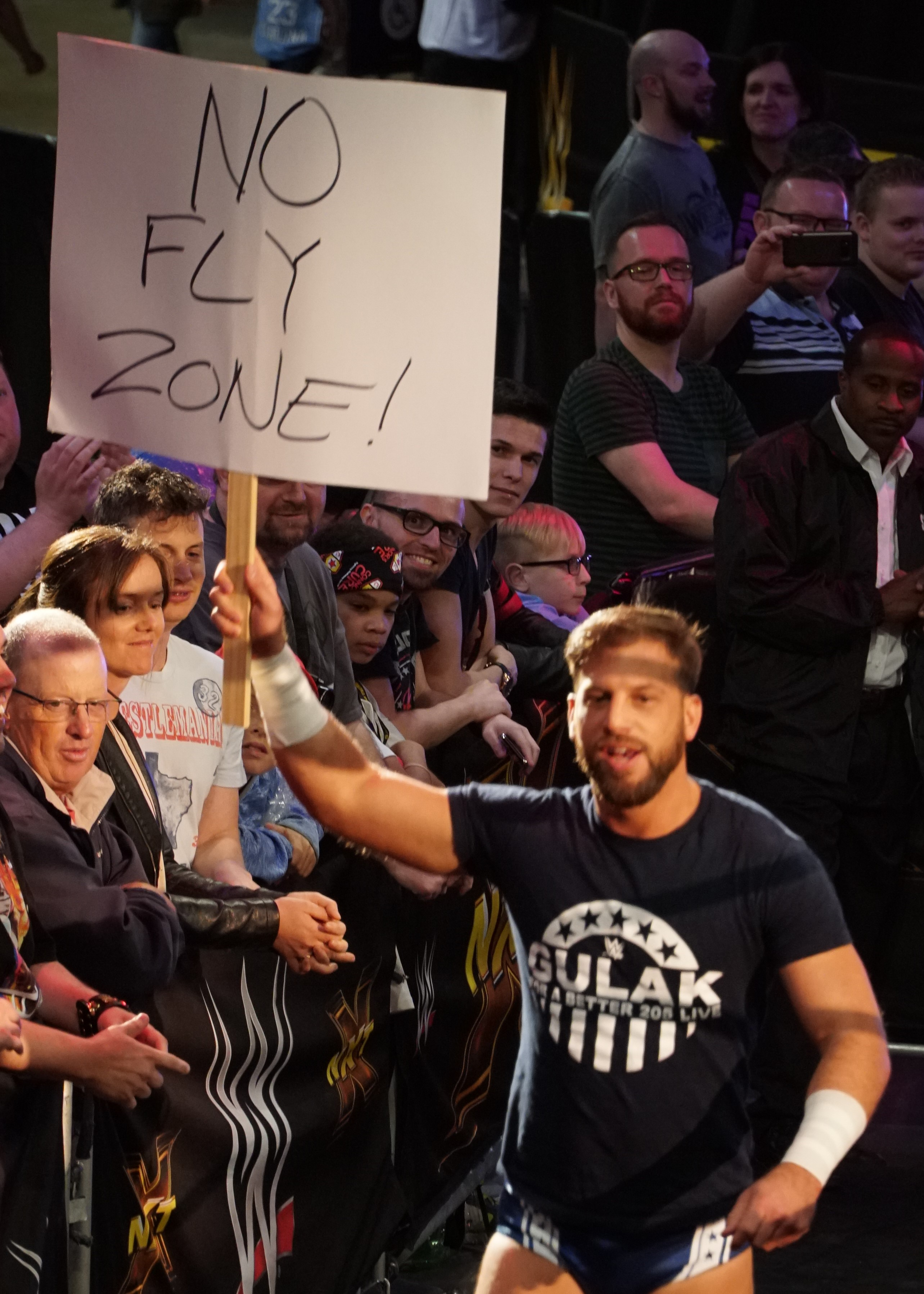
Drew Gulak durante la sua campagna "No-Fly Zone" nel 2017

Nonostante la sconfitta nei quarti di finale nel Cruiserweight Classic, venne assegnato al roster di Raw. Il suo debutto avvenne nella puntata di Raw del 26 ottobre dove lui e Lince Dorado vennero sconfitti da Cedric Alexander e Rich Swann. Il 20 novembre nel Kick-off di Survivor Series, Gulak, Ariya Daivari e Tony Nese vennero sconfitti da Noam Dar, Rich Swann e TJ Perkins. Dopo essersi alleato con il WWE Cruiserweight Champion Enzo Amore, si unì al gruppo di quest'ultimo, chiamato "The Zo-Train", assieme ad altri vari wrestler della divisione dei pesi leggeri. Nella puntata di Raw del 4 dicembre Gulak sconfisse Cedric Alexander, Mustafa Ali e Tony Nese in un Fatal 4-Way match per determinare uno dei due sfidanti che si sarebbero affrontati per definire il primo sfidante al WWE Cruiserweight Championship di Enzo Amore. A Raw del 18 dicembre venne però sconfitto. In seguito al licenziamento di Amore, Gulak tornò a combattere in singolo. Il 28 gennaio nel Kick-off della Royal Rumble, Gulak, Gentleman Jack Gallagher e TJP vennero sconfitti da Gran Metalik, Kalisto e Lince Dorado. Nella puntata di 205 Live del 20 marzo Gulak venne sconfitto da Mustafa Ali nella semifinale del torneo per la riassegnazione del WWE Cruiserweight Championship. Il 27 aprile, a Greatest Royal Rumble, Gulak partecipò al Royal Rumble match a 50 uomini entrando col numero 23 venendo eliminato da Tucker Knight.

#### Cruiserweight Champion (2018–2019)
Il 9 giugno Gulak partecipò ad un torneo per determinare il primo sfidante al WWE United Kingdom Championship detenuto da Pete Dunne ma venne eliminato negli ottavi di finale da Gentleman Jack Gallagher. Nella puntata di 205 Live del 24 luglio Gulak vinse un Fatal 4-Way match che includeva anche Hideo Itami, Mustafa Ali e TJP, diventando il contendente numero 1 al Cruiserweight Championship di Cedric Alexander. Il 19 agosto, nel Kickoff di SummerSlam, Gulak affrontò Alexander per il titolo ma venne sconfitto. Gulak continuò continuato a combattere incontri di scarsa importanza, sempre accompagnato da Gentleman Jack Gallagher, spesso contro il loro ex-compagno The Brian Kendrick. Il 26 febbraio 2019 Gulak sconfisse The Brian Kendrick nei quarti di finale per determinare lo sfidante di Buddy Murphy per il Cruiserweight Championship a WrestleMania 35 ma, la settimana dopo, venne sconfitto da Tony Nese, venendo eliminato dal torneo. Il 23 giugno, nel Kickoff di Stomping Grounds, Gulak sconfisse Tony Nese conquistando il Cruiserweight Championship in un Triple Threat match che comprendeva anche Akira Tozawa. Il 14 luglio, nel Kickoff di Extreme Rules, Gulak conservò il titolo nel rematch contro Nese. L'11 agosto, nel Kickoff di SummerSlam, Gulak mantenne la cintura contro Oney Lorcan. Dopo un'altra difesa titolata con Lorcan nella rivincita di SummerSlam, il 15 settembre, nel Kickoff di Clash of Champions, Gulak sconfisse Humberto Carrillo e Lince Dorado in un Triple Threat match. Nella puntata di NXT del 9 ottobre Gulak perse il titolo (noto come NXT Cruiserweight Championship) contro Lio Rush dopo 108 giorni di regno.

#### Varie faide e alleanza con Daniel Bryan (2019–2020)
Per effetto del Draft, il 13 ottobre 2019 Gulak passò al roster di SmackDown. Esordí nella puntata del 18 ottobre dove venne sconfitto da Braun Strowman. La settimana seguente, egli cercò di mostrare una presentazione in PowerPoint dove illustrava che Braun Strowman avrebbe potuto perdere contro Tyson Fury, prima del suo match con Kalisto, ma venne brutalmente aggredito da Strowman. Il 15 novembre a SmackDown, Gulak insieme al B-Team presero in giro Strowman per la sconfitta rimediata con Tyson Fury, ma Strowman li attaccò tutti e tre. Successivamente, Gulak cominciò una rivalità con Daniel Bryan. Il 6 marzo a SmackDown, Bryan sfidò Gulak ad un match da disputarsi ad Elimination Chamber dove Gulak venne sconfitto. In seguito, Gulak formò un'alleanza con Bryan dopo che entrambi si erano mostrati rispetto a vicenda, effettuando un turn face nel processo. Gulak e Bryan sconfissero poi Cesaro e Shinsuke Nakamura in un tag team match. Il 27 marzo, a SmackDown, Gulak sconfisse Nakamura facendo guadagnare a Bryan un match per l'Intercontinental Championship contro Sami Zayn a WrestleMania 36. Durante la prima serata di WrestleMania 36 del 4 aprile, Gulak venne sconfitto da Cesaro nel Kick-off. Il 15 maggio a SmackDown, Gulak partecipò al torneo per l'assegnazione del vacante titolo intercontinentale, ma venne eliminato da Bryan nel primo turno. Il giorno dopo, fu riportato che il contratto di Gulak con la WWE era scaduto, ma il 25 maggio venne riassunto.

#### Varie apparizioni (2020–2022)
Il 10 ottobre, per effetto del Draft, passò al roster di Raw. Il 25 ottobre, nel Kick-off di Hell in a Cell, affrontò R-Truth per il 24/7 Championship ma venne sconfitto. Nella puntata di Raw del 2 novembre schienò R-Truth, grazie all'aiuto di Bobby Lashley, conquistando il 24/7 Championship per la quarta volta. Nella puntata di Raw del 9 novembre venne attaccato dall'Hurt Business, e poco dopo perse il 24/7 Championship dopo che R-Truth lo ha schienato; subito dopo, riconquistò la cintura schienando Erik in un match multiplo, perdendola contro Tucker poco dopo per due volte. Nella puntata di SmackDown del 9 aprile partecipò all'André the Giant Memorial Battle Royal ma venne eliminato da MACE e T-BAR. In seguito ebbe anche una piccola faida con Angel Garza, venendo sempre tuttavia sconfitto. Riconquistò poi il 24/7 Championship da Akira Tozawa per la settima volta ma lo riperse poco dopo a causa di R-Truth. Il 1º ottobre, per effetto del Draft, passò al roster di SmackDown. Il 21 novembre, a Survivor Series, prese parte ad una Battle Royal dedicata a The Rock ma venne eliminato. Nella puntata di SmackDown del 26 novembre prese parte una Battle Royal per determinare lo sfidante all'Universal Championship di Roman Reigns ma venne eliminato. Nella puntata di SmackDown del 24 dicembre partecipò ad un Gauntlet match per determinare il contendente n°1 all'Intercontinental Championship di Shinsuke Nakamura ma venne eliminato in pochi istanti da Sheamus. Nella puntata di SmackDown del 1º aprile prese parte all'annuale André the Giant Memorial Battle Royal ma venne eliminato.

#### Ritorno adNXT(2022–2024)
Senza ormai più una collocazione precisa a SmackDown, il 6 dicembre 2022 tornò ad NXT dove si alleò con Hank Walker, facendogli da mentore. Combatté il suo primo match ad NXT dal suo ritorno il 3 gennaio sconfiggendo Andre Chase. Nella puntata di NXT del 14 febbraio, tuttavia, abbandonò Walker dopo che questi venne sconfitto da Charlie Dempsey, alleandosi con quest'ultimo. Nella puntata di NXT del 28 marzo prese parte ad una Battle Royal con in palio un posto per il match per l'NXT North American Championship a NXT Stand & Deliver ma venne eliminato. Il 2 maggio, ad NXT, provò a conquistare l'NXT North American Championship contro Wes Lee ma venne sconfitto.
Nella puntata di NXT del 19 marzo, avvalendosi della "Catch Clause", sconfisse Riley Osborne in un british rounds rules match per 2-1 difendendo l'NXT Heritage Cup di Charlie Dempsey.

## Vita privata
Drew Gulak ha un fratello minore, Rory, che è anch'egli un wrestler.

## Personaggio

### Mosse finali
- Cyclone Crash (Torture rack neckbreaker)
- Spine Splitter (Belly-to-back backbreaker)
- Trailblazer (Inverted sharpshooter e Ankle lock)
- Gu-Lock (Dragon sleeper con bodyscissors)

### Soprannomi
- "University City Stretcher"
- "Legal Eagle"
- "Regal Beagle"
- "Game Changer"
- "Trail Blazer"
- "Wild Card"
- "The Human Torture Device"
- "The Master of the PowerPoint Presentation"
- "Torture Machine"

### Musiche d'ingresso
- Bro Hymn dei Pennywise
- Stranglehold di Ted Nugent
- Beast di Nico Vega
- Rainbow in the Dark dei Dio
- Tell It to My Heart di Taylor Dayne
- Classic di Kenny Wootton
- Totally Drew dei CFO$ (WWE; 2016–2017)
- For the Better dei CFO$ (WWE; 2017–2021)
- Fade dei CFO$ (WWE; 2021–2024)
- Substance Over Style dei def rebel (WWE; 2024; usata come membro dei No Quarter Catch Crew)[22]

## Titoli e riconoscimenti
- Beyond Wrestling
  - Tournament For Tomorrow 3:16 (2014) – con Biff Busick
- Championship Wrestling from Hollywood
  - CWFH Heritage Tag Team Championship (1) – con Timothy Thatcher
- Chikara
  - Campeonato de Parejas (1) – con Fire Ant
  - King of Trios (2011) – con Fire Ant e Green Ant
  - Tag World Grand Prix (2008) – con Fire Ant
  - Torneo Cibernetico (2014)
- Combat Zone Wrestling
  - CZW World Tag Team Championship (2) – con Andy Summer
  - CZW World Heavyweight Championship (1)
  - CZW Wired TV Championship (1)
  - Chris Cash Memorial Battle Royal (2005)
  - 5° CZW Triple Crown Champion
- DDT Pro-Wrestling
  - Ironman Heavymetalweight Championship (1)
- Eastern Wrestling Alliance
  - EWA Cruiserweight Championship (1)
  - EWA Tag Team Championship (1) – con Andy Sumner
- Evolve
  - Evolve Tag Team Championship (1) – con Tracy Williams
  - Style Battle Tournament (2013)
- New York Wrestling Connection
  - Master of the Mat (2014)
- Pro Wrestling Illustrated
  - 60º tra i 500 migliori wrestler singoli nella PWI 500 (2020)
- United Wrestling Network
  - UWN Tag Team Championship (1) – con Timothy Thatcher
- WWE
  - WWE 24/7 Championship (7)[23]
  - WWE Cruiserweight Championship (1)[24]
  - Slammy Award (1)
    - Most Creative 24/7 Pin of the Year (edizione 2020) - per essersi travestito da bidello nella puntata di Raw del 5 ottobre